# Niccolò Barbieri
Niccolò Barbieri, detto Il Beltrame, dalla maschera della Commedia dell'arte da lui creata e interpretata, (Vercelli, 1576 – Modena, 1641) è stato un attore teatrale e commediografo italiano.
Entrò a far parte, nel 1600, della Compagnia dei Gelosi, con la quale recitò a Parigi fino al 1604.
Tornò in Italia, dapprima coi Fedeli, poi coi Confidenti. Coi Fedeli si spostò di nuovo a Parigi dal 1623 al 1625 e ricevette grandissimi onori dal re di Francia Luigi XIII. Poco sappiamo della sua attività a Napoli e Roma.
Barbieri era profondamente religioso ed era rinomato per la sua umiltà e per la generosità nei confronti dei poveri. Sua moglie Claudia gli dette due figli, un maschio (che divenne frate domenicano) e una femmina (che divenne monaca agostiniana).
Il personaggio di Barbieri era un vecchio saccente, con arguti motti. Fu anche autore e dal suo L'inavvertito trasse ispirazione Molière per la commedia Lo stordito ovvero I contrattempi (L'Étourdi ou les Contretemps) .

## Opere
- Trattato sopra l'arte (1627)
- Discorso familiare intorno alle moderne commedie o Supplica (1628). Difesa della sua professione contro i pregiudizi a lui contemporanei.
- L'inavvertito ovvero Scappino disturbato e Mezzetino travagliato (1629), commedia in prosa